# 梅雷迪丝·雷尼-瓦尔蒙
梅雷迪丝·雷尼-瓦尔蒙（英語：Meredith Rainey-Valmon，1968年10月15日—），美国女子田径运动员。她曾代表美国参加1995年和1999年泛美运动会田径比赛，获得一枚金牌和一枚铜牌。

## 家庭
丈夫安德鲁·瓦尔蒙。